# NGC 4733
NGC 4733 is een elliptisch sterrenstelsel in het sterrenbeeld Maagd. Het hemelobject werd op 15 maart 1784 ontdekt door de Duits-Britse astronoom William Herschel.

## Synoniemen
- UGC 7997
- MCG 2-33-28
- ZWG 71.54
- VCC 2087
- PGC 43516